# Ryu Saito
Ryu Saito (齋藤 竜 Saito Ryu?, nacido el 18 de septiembre de 1979 en Hokkaido) es un exfutbolista japonés. Jugaba de defensa y su último club fue el FC Gifu de Japón.

## Trayectoria

### Clubes
| Club           | País  | Año         |
| -------------- | ----- | ----------- |
| Cerezo Osaka   | Japón | 2002 - 2005 |
| Thespa Kusatsu | Japón | 2005 - 2006 |
| FC Gifu        | Japón | 2007        |